# ذا لاست باونتي هانتر
ذا لاست باونتي هانتر (بالإنجليزية: The Last Bounty Hunter)‏ ، هي لعبة إلكترونية من نوع الفيلم التفاعلي والتصويب، أنتجت سنة 1994م من قبل شركة أميركان ليزر جيمز.

## قصة اللعبة
تبدأ مع مقطع من الفيلم عن الغرب الأمريكي ، وبالتحديد حول حياة رعاة البقر ، وقيام بطل اللعبة بقتل المجرمين من قطاع الطرق.

## وصلات خارجية
معلومات عن ذا لاست باونتي هانتر في موقع موبي جيمز.